# 对氨基苯甲酸
对胺基苯甲酸（PABA）是苯甲酸的苯环上的对位（4-位）被氨基取代后形成的化合物。

## 性质
纯品对氨基苯甲酸是白色针状单斜棱晶，露置于空气中或见光易氧化变黄，因此市售品常为淡棕黄色晶体。易溶于沸水，可溶于乙醇、乙醚、乙酸乙酯和冰醋酸，微溶于水及苯，不溶于石油醚。是两性物质，可溶于酸、碱溶液中。

## 制取
由对硝基甲苯氧化生成对硝基苯甲酸后，用铁粉／盐酸还原或催化加氢还原而得。

## 生物作用
对氨基苯甲酸是机体细胞生长和分裂所必需的物质叶酸的组成部分之一，在酵母、肝脏、麸皮、麦芽中含量甚高。它是由莽草酸途径经分支酸合成的。该第一步反应是分支酸与氨反应生成4-氨基-4-脱氧分支酸，由氨基脱氧分支酸合成酶催化。然后4-氨基-4-脱氧分支酸消除一个丙酮酸，芳构化为对氨基苯甲酸。在细菌中第二步反应是被氨基脱氧分支酸裂解酶催化的，在植物中很可能也存在这一相似的酶，不过至今仍未发现。
对氨基苯甲酸在二氢叶酸合成酶的催化下，与二氢蝶啶焦磷酸及谷氨酸或二氢蝶啶焦磷酸与对氨基苯甲酰谷氨酸合成二氢叶酸。二氢叶酸再在二氢叶酸还原酶的催化下被还原为四氢叶酸，四氢叶酸进一步合成得到辅酶F，为细菌合成DNA碱基提供一个碳单位。磺胺类药物作为对氨基苯磺酰胺的衍生物，因与底物对氨基苯甲酸结构、分子大小和电荷分布类似，因此可在二氢叶酸合成中取代对氨基苯甲酸，阻断二氢叶酸的合成。这导致微生物的叶酸合成受阻，生命不能延续。
胞质中对氨基苯甲酸在葡糖醛酸基转移酶的催化下可逆转化为葡糖醛酸酯，因此植物中全部或大部分对氨基苯甲酸都发生了酯化，这可能是植物对对氨基苯甲酸的一种贮存和运输形式。

## 用途
用作化学试剂、有机合成原料、偶氮染料的中间体，用于生产活性红M-80、M-10B、活性红紫X-2R等染料和对氰基苯甲酸、药物对羧基苄胺。可用作防晒剂，衍生物对二甲氨基甲酸辛酯（Padimate O）是优良的防晒剂。